# Supersypnoides gluta
Supersypnoides gluta är en fjärilsart som beskrevs av Swinhoe 1906. Supersypnoides gluta ingår i släktet Supersypnoides och familjen nattflyn. Inga underarter finns listade i Catalogue of Life.